# Tribunal da Função Pública da União Europeia
O Tribunal da Função Pública da União Europeia é um tribunal especializado dentro do quadro institucional da União Europeia. Foi criado em 2 de dezembro de 2005. 

## Observações gerais
O Tratado de Nice prevê a criação de câmaras jurisdicionais em determinadas áreas específicas. O Conselho da União Europeia, em 2 de Novembro de 2004, aprovou, nessa base, uma decisão que institui o Tribunal da Função Pública da União Europeia. O novo tribunal especializado, composto por sete juízes, é chamado a decidir sobre os litígios entre a União Europeia e a sua Função Pública, competência até então exercida pelo Tribunal de Primeira Instância. As suas decisões estão sujeitas a recurso apenas ao Tribunal de Primeira Instância e, em casos excepcionais, a fiscalização do Tribunal de Justiça Europeu.

## Presidência
| Ano           | Presidentes     |
| ------------- | --------------- |
| 2005–presente | Paul J. Mahoney |